# Theresa Two Bulls
Theresa "Huck" Bernice Two Bulls  (Lakota: Wiyaka Tokeheya Yuha Najin) (Pine Ridge, 23 oktober 1949 – Chadron, 21 november 2020) was een Amerikaans advocate, openbaar aanklager en politica. 
Van 2005 tot 2008 zetelde ze voor de Democratische Partij in de Senaat van South Dakota. Ze was de eerste indiaanse vrouw in het staatsparlement. In 2008 werd Two Bulls gekozen als president van de Oglala Sioux Tribe van het Pine Ridge Indian Reservation. Ze won de verkiezing van Russell Means. Ze bleef aan voor een ambtstermijn van twee jaar. Two Bulls zette zich in voor geestelijke gezondheidszorg en lobbyde voor infrastructuursubsidies op het reservaat. In 2015 was Two Bulls secretaris-schatbewaarder van het National Congress of American Indians. 